# ワンチャン〜アイドル再起奮闘バラエティ〜
『ワンチャン〜アイドル再起奮闘バラエティ〜』(ワンチャン アイドルさいきふんとうバラエティ、ロゴ表記：ONE CHANCE 1 アイドル再起奮闘)は、2015年10月8日から同年12月31日までテレビ東京で放送されていたバラエティ番組。

## 内容・概要
約7000人が応募した「avex アイドルオーディション2010」を勝ち抜き、avex初のアイドルとして鳴り物入りでデビューしたSUPER☆GiRLS。しかし、現在グループコンセプトの"王道アイドル"として迷走している（こじらせている）SUPER☆GiRLSが、一流のアイドルになるために体を張って世の中の一流を学び成長していく姿を見せる番組。
2015年12月31日の放送を以って番組は終了した。僅か1クール（3ヶ月）のみという短い期間での放送となった。

## 出演者
- MC:木本武宏（TKO）
- SUPER☆GiRLS[注 2] - 志村理佳、渡邉ひかる、宮﨑理奈、勝田梨乃、荒井玲良、田中美麗、溝手るか、前島亜美、渡邉幸愛、浅川梨奈、内村莉彩

## 放送リスト
| 回     | 放送日         | 内容 | ゲスト                                                          |
| ------ | -------------- | --- | --------------------------------------------------------------- |
| 1      | 2015年10月8日  | SG活動5年間の歩みの白歴史と黒歴史を振り返り今後の展望を話し合う スパガの心の闇を暴け こじらせクイーンは誰だ!!(メンバーアンケートを元に心理カウンセラー前田先生に解決策を伝授してもらう) | バービー（フォーリンラブ）、前田京子                            |
| 2      | 2015年10月15日 | こじらせ人から人生を学ぶ こじらせジャンケン | バービー                                                        |
| 3      | 2015年10月22日 | こじれたメンバーと距離を縮めろ こじらせフレンドシップ | コカドケンタロウ（ロッチ）                                      |
| 4      | 2015年10月29日 | SUPER☆GiRLSこじらせ改善 アイドルなのに楽屋が汚い浅川→ゴミ屋敷を片付けて掃除の大切さを体で覚えてもらう リビング編                                                                        | コカドケンタロウ、瀧静論（便利屋 クローバーサービス代表取締役） |
| 5      | 2015年11月5日  | SUPER☆GiRLSこじらせ改善 アイドルなのに楽屋が汚い浅川→ゴミ屋敷を片付けて掃除の大切さを体で覚えてもらう キッチン編                                                                        | コカドケンタロウ、瀧静論                                        |
| 6      | 2015年11月12日 | 愛のこじらせカミングアウト 前半戦 | 団長安田（安田大サーカス）                                      |
| 7      | 2015年11月19日 | 愛のこじらせカミングアウト 後半戦 | 団長安田                                                        |
| 8      | 2015年11月26日 | 歌って踊れるだけのアイドルを卒業! なんでも美味しくリポートせよ! こじらせグルメリポート                                                                                                  | チャンカワイ（Wエンジン）                                       |
| 9      | 2015年12月3日  | 美人の湯を目指す こじらせ温泉スペシャル 前編 | 杉山裕之（我が家）                                              |
| 10     | 2015年12月10日 | 美人の湯を目指す こじらせ温泉スペシャル 後編 おふろアンケート 〜宮﨑と溝手どちらが貧乳か〜                                                                                              | 杉山裕之                                                        |
| 11     | 2015年12月17日 | 闇を抱えたキャバ嬢とこじらせキックベース対決 前半戦 | ヒデ（ペナルティ）、こじらせ船橋の皆様、ハブサービス            |
| 12     | 2015年12月24日 | 闇を抱えたキャバ嬢とこじらせキックベース対決 後半戦 | ヒデ、こじらせ船橋の皆様、ハブサービス                          |
| 最終回 | 2015年12月31日 | 真冬にアイドルが超過酷ロケ 寒中水泳で祈願成就 | ザブングル                                                      |

## スタッフ
- ナレーション:田子真琴
- 構成:ヒンギス、ひらまつ倫子、小幡真弘
- CG:株式会社テクサ
- カメラ:密谷司
- 音声:遠藤拓也
- 美術:篠田幸実
- 音効:太田光則
- 編集:遠藤健一
- MA:田村佑資
- ヘアメイク:山本美紀
- スタイリスト:鈴木英夫
- 美術協力:テレビ東京アート
- 技術協力:BIGFACE、ジーリングスタジオ
- 衣装協力:WEGO
- AD:毛塚智弘、猪狩直光
- AP:関口健仁
- ディレクター:石丸達也、山崎正幸、加賀義則
- プロデューサー:小川真吾
- 製作:Big Face